# Nhông xám
Nhông xám (danh pháp khoa học:Calotes mystaceus) là một loài thằn lằn trong họ Agamidae. Loài này được Duméril & Bibron mô tả khoa học đầu tiên năm 1837.

## Hình ảnh

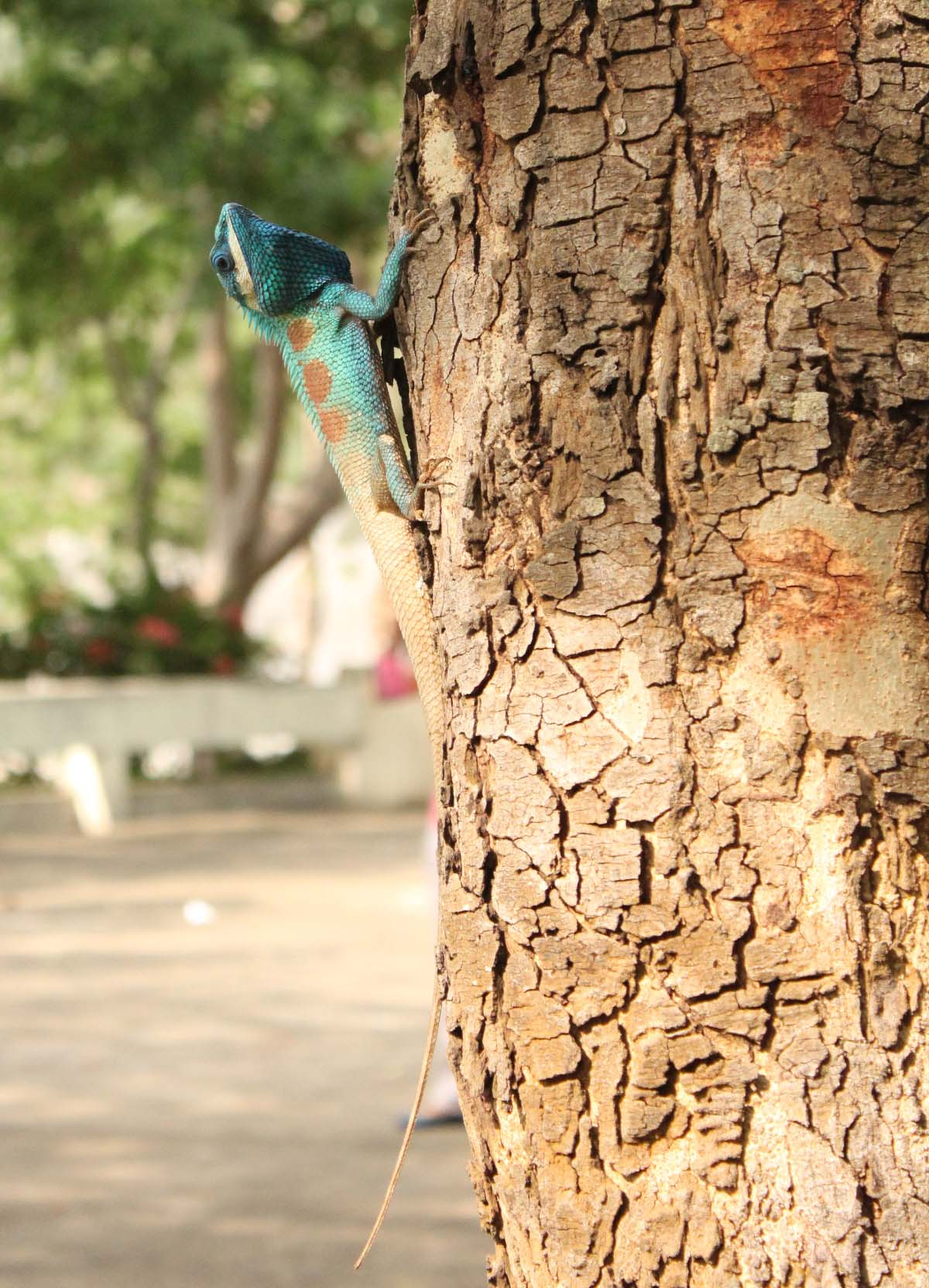
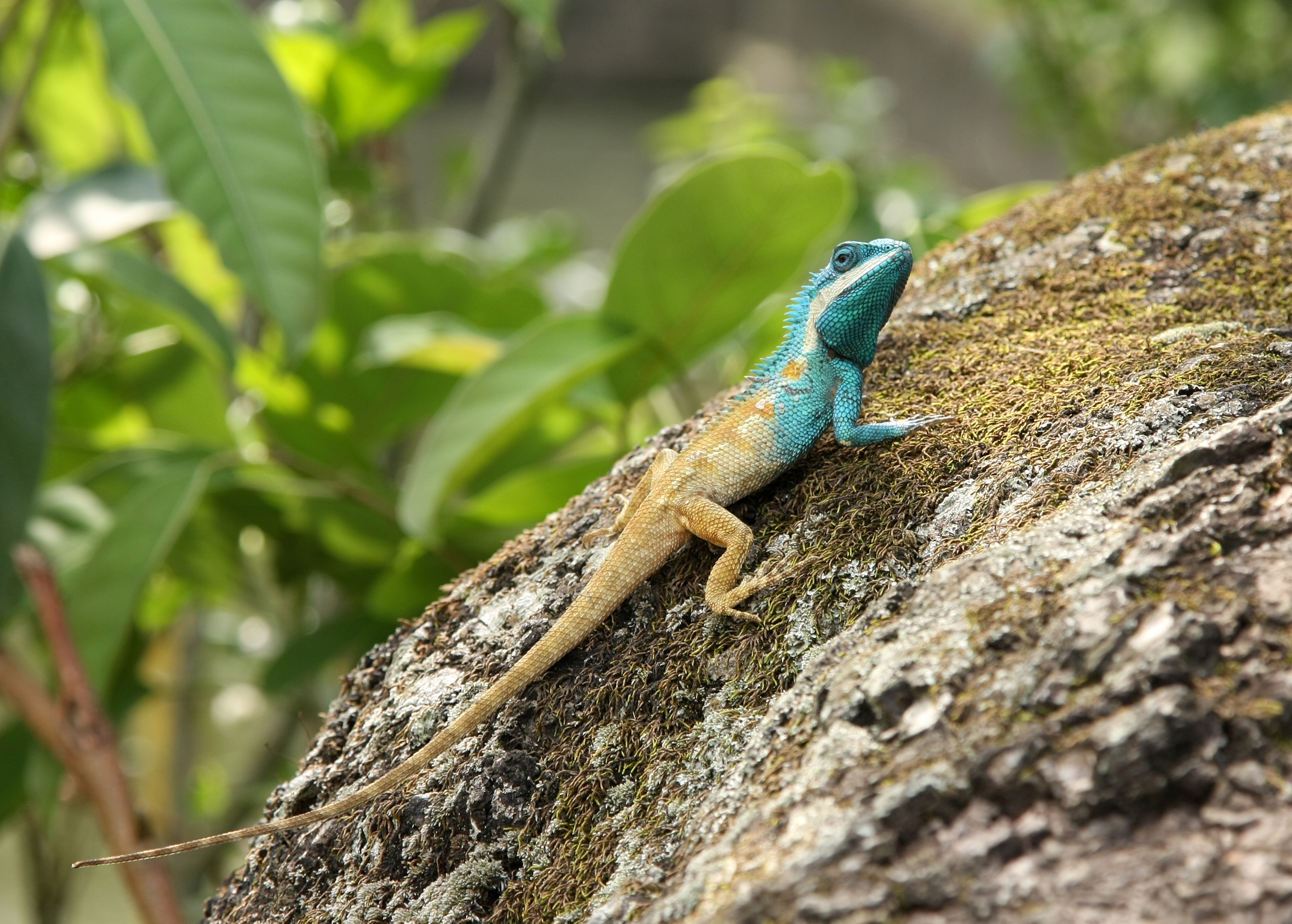
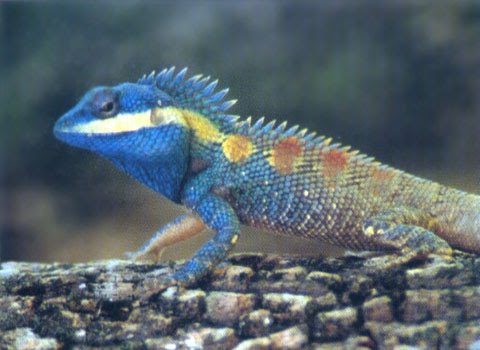
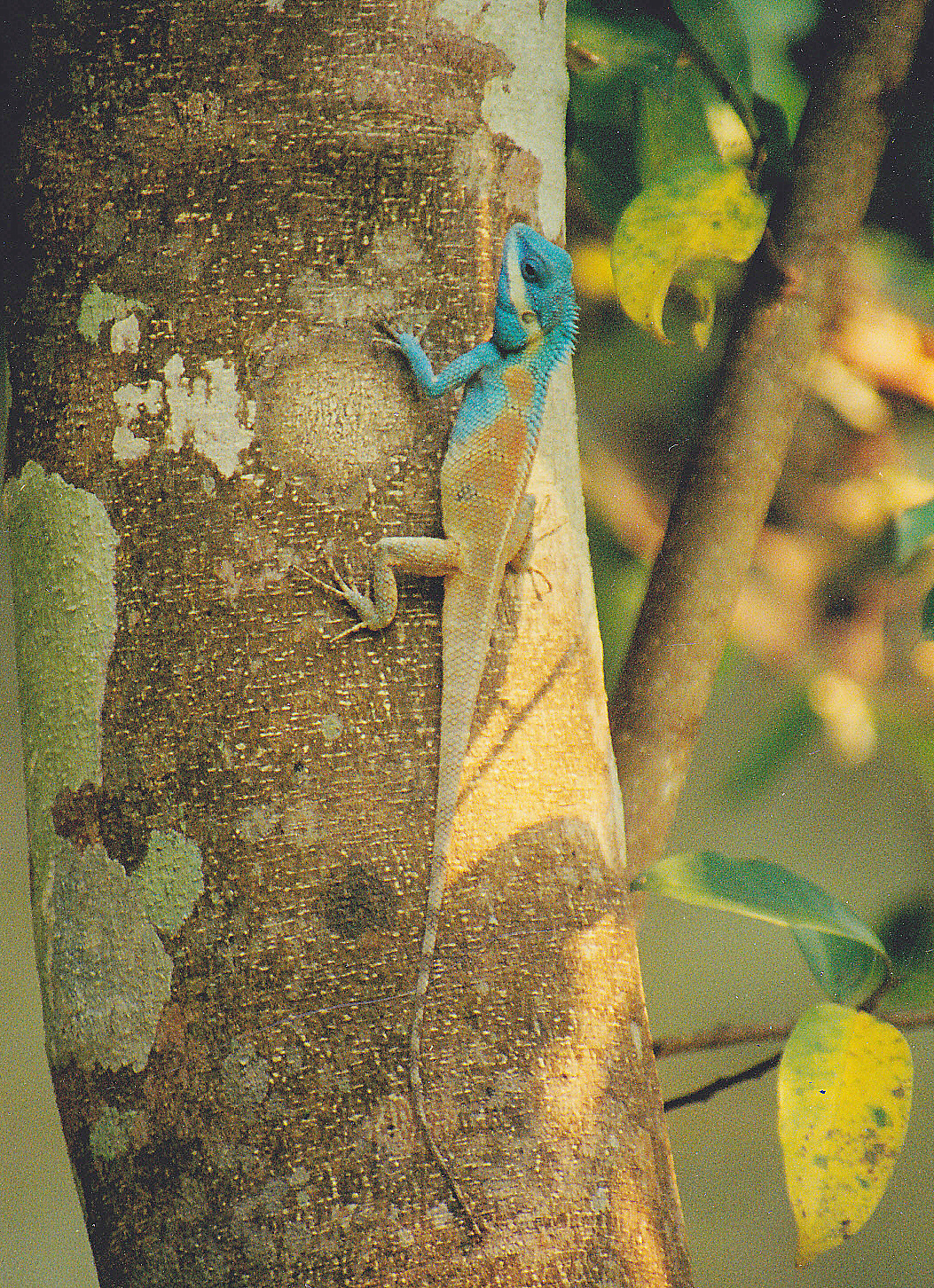